# Refugiații (roman de Alan Gratz)
Refugiații (titlu originar în engleză Refugee) este un roman pentru tineri scris de Alan Gratz, publicat de Scholastic Corporation în 2017. Acesta a fost publicat în limba română de Booklet Fiction în anul 2018, fiind tradus din limba engleză de Daniela Fudulu.
Cartea prezintă întâmplările a trei personaje principale din trei epoci diferite: Germania nazistă timpurie, Cuba anilor 1980 și Siria anului 2015. Urmărește povestea lui Josef Landau, un tânăr evreu din anii 1930, care încearcă să părăsească Germania și să se mute în Cuba, a lui Isabel Fernandez, o fată cubaneză, care încearcă să scape de criza foametei din Cuba în urma dizolvării Uniunii Sovietice în favoarea SUA, și a lui Mahmoud Bishara, un tânăr sirian, a cărui casă este distrusă de o rachetă și familia decide să ceară azil în Germania. Recenziile pozitive primite i-au lăudat stilul și acuratețea istorică. Romanul a ajuns pe lista celor mai bine vândute cărți a New York Times.

## Rezumat
Povestea lui Josef se petrece în timpul celui de-al Doilea Război Mondial, în anii 1930, la Berlin, Germania. Este un băiat de religie evreiască. El și familia lui au fost atacați de naziști în timpul Nopții de cristal, pentru că tatăl său practica avocatura când lui nu i se permitea. Trupele de asalt naziste le-au distrus casa, iar mama și sora lui Josef se grăbesc să-și adune lucrurile și pornesc într-o misiune de a scăpa de mânia naziștilor și de a încerca să ajungă la libertate până în Cuba. 
Când Aaron Landeau se reîntâlnește cu familia sa, este un om traumatizat de lucrurile pe care le-a trăit la Dachau. Când MS St. Louis ajunge în Cuba, pasagerii află că nu au voie să coboare de pe navă, iar tatăl lui Josef sare de pe vas în încercarea de a se sinucide, iar când este prins, este dus la un spital din Cuba și este lăsat acolo când nava pleacă din nou, dar de data aceasta înapoi în Europa. Josef este nevoit să se întoarcă la Vornay, Franța.

## Personaje
Personajul principal este Josef. Acesta este un personaj dinamic. Josef era nerăbdător să crească și să devină bărbat, dar nu realizează că a avea un bar mitzvah nu este lucrul care îl maturizează, ci trebuie să se comporte precum un adult și să devină responsabil pentru familia sa. El înțelege acest lucru când naziștii îl prind pe el și familia sa, iar când soldatul le-a spus că doar unul dintre cei doi copii poate trăi, Josef i-a spus: „Ia-mă pe mine”. Un alt personaj important până când este dus la spital este Aaron Landeau, tatăl lui Josef. La începutul poveștii, este un om fericit care trăiește cu soția și cei doi copii, dar după ce părăsește lagărul este un om distrus, care caută frenetic soldații naziști.

### Josef Landau
Josef are 12 ani la începutul cărții. Acesta trăiește în Germania nazistă în anii 1930. Povestea lui Josef începe când tatăl său, Aaron, este luat în Noaptea de cristal de către soldații naziști și trimis în lagărul de concentrare de la Dachau. Când tatăl său este eliberat șase luni mai târziu, Josef, mama sa, Rachel, sora sa, Ruthie, și tatăl său, acum traumatizați de suferința sa de la Dachau, se îmbarcă pe vasul MS St. Louis comandat de căpitanul Schröder, care urmează să-i ducă pentru azil în Cuba. La o săptămână de la începutul călătoriei lor pe St. Louis, Josef își sărbătorește bar mitzvah-ul. În Cuba, în timp ce pasagerii așteptau să li se permită să debarce, Josef îl întâlnește pe Mariano Padron (care se dovedește a fi bunicul Isabelei Fernandez), un funcționar guvernamental cubanez care era obligat să nu-i lase pe refugiații evrei să intre, în ciuda faptului că îi pare rău pentru ei. Când refugiații evrei sunt respinși la intrarea în Cuba, SUA și Canada și pare probabil să se întoarcă în Germania, Josef complotează cu alți pasageri pentru a încerca să ia nava ostatică, astfel încât să poată evita această soartă. Eșuează, dar nu sunt trimiși înapoi în Germania datorită intervenției căpitanului. În schimb, pasagerii sunt împărțiți între națiunile europene aliate, familia lui Josef mergând în Franța, acolo unde rămâne.
Josef își pierde viața mai târziu într-un lagăr, la fel ca și mama sa. Mai târziu cititorul află că tatăl lui Josef era viu și nevătămat în Cuba, dar apoi a murit înainte ca Ruthie să ajungă la el. 

### Isabel Fernandez
Isabel Fernandez are 11 ani în 1994 și crește în Havana, Cuba, sub regimul comunist al lui Fidel Castro. Isabel este profund legată de moștenirea sa cubaneză, în special prin muzica sa. O problemă pe care o întâmpină, însă, este că nu poate număra un ritm cubanez numit clave, despre care crede că este făcut să vină natural pentru cubanezi. Când tatăl ei, Geraldo, este îngrijorat că poliția îl urmărește pentru proteste, Isabel decide să plece cu o barcă spre Miami împreună cu familia ei. În călătorie se alătură și familia  Castillos. Ea își dă trompeta pe benzină pentru a porni barca. Printre oamenii care i se alătură Isabelei în călătorie se numără și bunicul ei, Lito, care se dovedește în cele din urmă a fi Mariano Padron, ofițerul cubanez care, cu zeci de ani în urmă, l-a împiedicat pe Josef să intre în Havana. Isabel își petrece o mare parte din periculoasa călătorie comportându-se ca un adult: are grijă de mama ei, Teresa, însărcinată în opt luni și jumătate; îl salvează pe Señor Castillo când este aruncat peste bord de valuri; și își petrece o mare parte din călătorie scoțând neîncetat apa din barca lor, astfel încât să-și poată continua călătoria. Isabel se confruntă și cu o serie de traume care accelerează această maturizare: cu doi ani înainte, bunica ei, Lita, s-a înecat în timpul unui ciclon în Havana, iar în această excursie cu barca, cel mai bun prieten al Isabelei, Iván, este ucis de rechini.
La sfârșitul cărții, Isabel reușește să se reconecteze cu moștenirea sa atunci când unchiul ei Guillermo îi dăruiește o trompetă nouă, iar Isabel este capabilă să numere clave.

### Mahmoud Bishara
Mahmoud Bishara este un băiat de 12 ani care trăiește în Alep, Siria. Locuiește cu părinții săi, Yousef și Fatima, fratele său Waleed, în vârstă de 10 ani, și sora sa Hana, un bebeluș. Mahmoud a trăit trauma Războiului Civil Sirian, care face deja ravagii de patru ani. Mahmoud face față acestor condiții protejându-l pe Waleed și învățând cum să supraviețuiască. După ce o rachetă le distruge apartamentul, familia Bishara fuge în grabă din Siria. În cele din urmă, Mahmoud și familia sa ajung în Germania. Aici sunt adăpostiți de o familie. Această familie este formată din bătrânul Saul Rosenberg și soția sa, Ruthie, sora mai mică a lui Josef, care a supraviețuit Holocaustului. Soarta Hanei este necunoscută, însă familia Bishara speră că este în viață și în siguranță. 

## Receptare critică
Romanul lui Gratz intenționează să aducă vizibilitate asupra lumii refugiaților și problemelor concrete cu care aceștia se confruntă, într-o manieră care să fie accesibilă publicului tânăr. Structura romanului este unică prin cele trei povești prezentate în paralel în epoci diferite, la distanțe de zeci de ani între ele, ceea ce presupune abilitatea scriitorului de a purta cititorul prin călătoria traumei și strămutării în trei locuri total diferite. Personajele sunt descrise în căutarea siguranței și libertății, cu toate obstacolele care apar și nevoia unui curaj imens la o vârstă atât de fragedă.
Prin această trecere de la o lume la alta, se creează efectul depersonalizării refugiaților din carte. moment care lasă loc abuzurilor în viața acestora. Autorul redă realist situația lor, însă rămâne speranța, prezentă prin ajutorul pe care personajele îl primesc de la diferite persoane. Mesajul principal al romanului este că acolo unde există rău, poate exista și binele.